# NGC 1408
NGC 1408 is een niet-bestaand object in het sterrenbeeld Oven. Het hemelobject werd op 19 januari 1865 ontdekt.